# Ferrocarril de Hornos

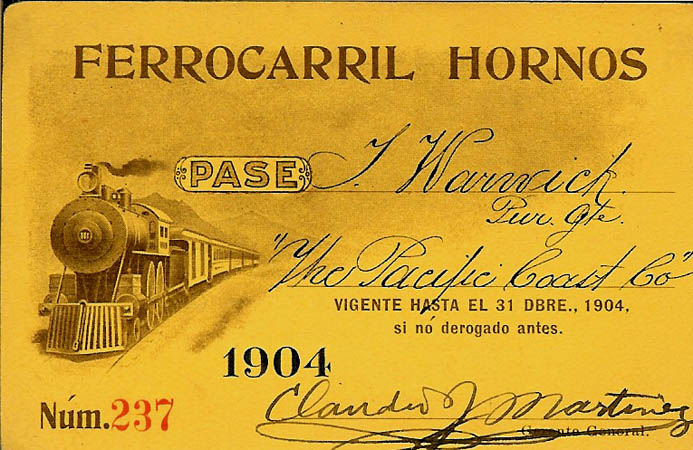
Boleto anual en 1904.

El Ferrocarril de Hornos era un ferrocarril de vía estrecha propiedad de Hacienda de Hornos en México. La Hacienda de Hornos era un gran rancho de cereales y ganado en el suroeste de Coahuila, cerca de Torreón.
La línea se extendía 51 kilómetros desde un intercambio con el Ferrocarril Internacional Mexicano en Hornos a través de Hacienda de Hornos hasta Alamito con un ramal de 4 kilómetros para intercambiar con el Ferrocarril Coahuila y Pacífico en Viesca.
La construcción comenzó en Hornos en 1902, y la línea inició el servicio de transporte común de mercancías y pasajeros en 1904 con dos trenes diarios en cada dirección entre Hornos y Viesca. La locomotora n.° 4 de veinte toneladas fue la única 2-8-2 de vía estrecha jamás construida para el servicio en América del Norte.
El ferrocarril fue dañado por la Revolución Mexicana en 1914; y el último horario público se publicó en 1930 para un único tren mixto diario sin servicio a Alamito. La línea desapareció de los registros gubernamentales después de 1945.

## Locomotoras
| Número | Constructora             | Tipo   | Fecha  |
| ------ | ------------------------ | ------ | ------ |
| 1      | H. K. Porter, Inc        | 0-6-0T |        |
| 2      | Baldwin Locomotive Works | 2-4-0  | 8/1902 |
| 3      | Baldwin Locomotive Works | 2-6-0  | 3/1903 |
| 4      | Baldwin Locomotive Works | 2-8-2  | 3/1903 |